# Creu de Guerra Txecoslovaca (1939-1945)
La Creu de Guerra Txecoslovaca de 1939 (txec: Československý válečný kříž 1939, eslovac: Československý vojnový kríž 1939) és una condecoració militar de l'antic estat de Txecoslovàquia que va ser atorgada per a aquells que havien prestat un gran servei a l'estat txecoslovac (exiliat) durant els anys de la Segona Guerra Mundial.

## Descripció
El 20 de desembre de 1940, el govern txecoslovac a l'exili a Londres va ordenar la creació d'una segona versió de la Creu de Guerra txecoslovaca. Va ser creada i atorgada no com una medalla de servei general, sinó com una condecoració meritòria per a aquells que havien prestat un gran servei a l'estat txecoslovac durant els anys de la Segona Guerra Mundial. La condecoració estava destinada principalment a persones que havien ajudat a alliberar Txecoslovàquia del domini de l'Alemanya nazi. Diversos oficials nord-americans van rebre el guardó, com Dwight D. Eisenhower o George S. Patton, i la condecoració també va ser atorgada a herois nacionals, com els homes que havien assassinat Reinhard Heydrich en l'operació Antropoide.
La segona Creu de Guerra Txecoslovaca era coneguda com la Creu de Guerra Txecoslovaca de 1939 i una frase comuna per a la decoració també era la Creu de Guerra Txecoslovaca. En els casos en què un individu hagués rebut les versions de la Primera i la Segona Guerra Mundial, les dues medalles es podien portar simultàniament.
La validesa de la Creu de Guerra va ser confirmada després del final de la Segona Guerra Mundial, el gener de 1946.
No hi va haver més versions de la Creu de Guerra txecoslovaca després de 1945 i la medalla va quedar obsoleta amb la divisió de l'estat txecoslovac el 1992.

## Disseny
La medalla va ser tenyida i alta en detall, amb un acabat de bronze. A l'anvers de la creu hi havia el petit símbol estatal de Txecoslovàquia, al revers, símbols de les terres en cercles: símbol de Bohèmia al mig, Eslovàquia a dalt, Moràvia a l'esquerra, Silèsia a la dreta i Carpato-Ucraïna a baix. En els espais que envolten el cercle del mig, s'estén l'any 1939.
La medalla estava suspesa d'un llaç blanc amb ratlles vermelles i blaves.

## Destinataris notables
- Clift Andrus
- Omar Bradley
- Aaron Bradshaw Jr.
- Pierre Brossolette
- Albert E. Brown
- Alexandru Dobriceanu
- Dwight D. Eisenhower
- Jozef Gabčík
- Philip De Witt Ginder
- John M. Devine
- Neville Duke
- Barksdale Hamlett
- Karel Janoušek
- Geoffrey Keyes
- Karel Klapálek
- Jan Kubiš
- Jan Linhart
- Alois Liška
- František Moravec
- George S. Patton
- John L. Pierce
- Vernon Prichard
- Walter M. Robertson
- Cornelius E. Ryan
- William R. Schmidt
- Ludvík Svoboda
- George A. Taylor
- Georgy Zhukov
- Nikita Brilev